# Demantoid

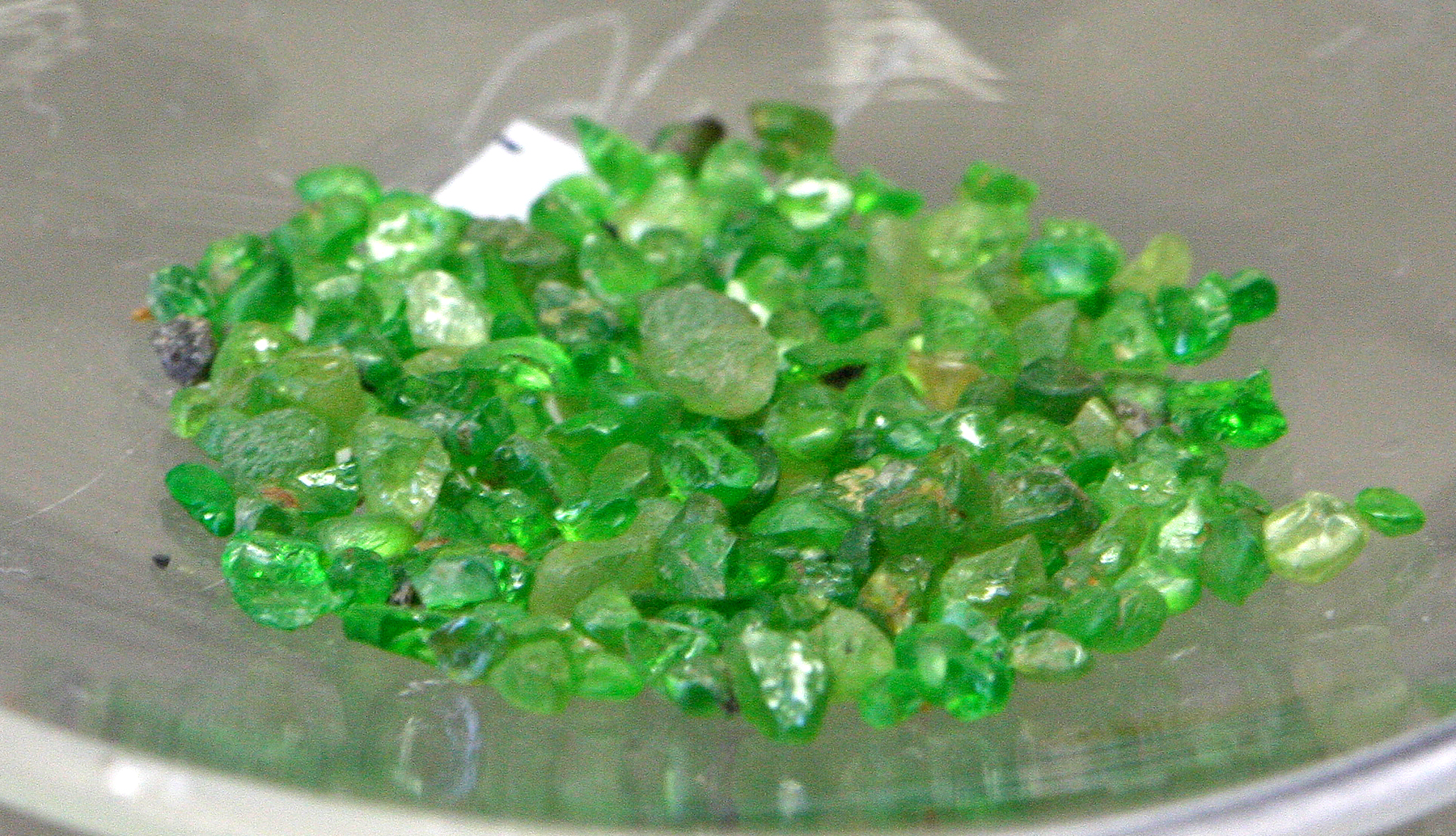

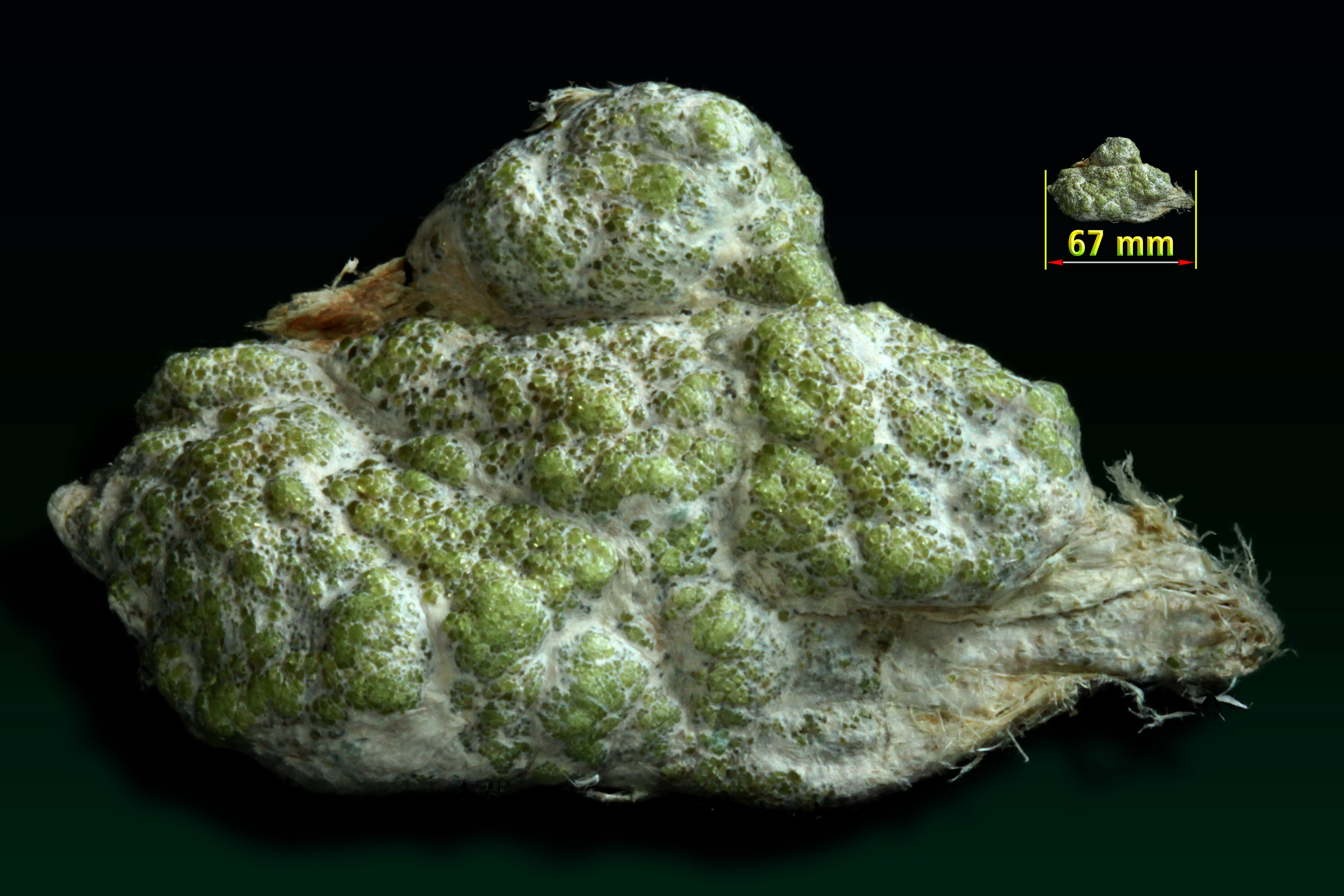
Granat (demantoid) w azbeście - Campo Franscia, Lanterna Valley, Malenco Valley, Prowincja Sondrio, Lombardia, Italia

Demantoid – minerał z gromady krzemianów, zaliczany do grupy granatów (gemmologiczna odmiana andradytu). Minerał bardzo rzadki.
Nazwa pochodzi od niderlandzkiego demant – diament, co ma wskazywać na znaczne podobieństwo ogni kamienia oszlifowanego do diamentu.

## Charakterystyka

### Właściwości
Tworzy kryształy o postaci dwunastościanu regularnego. Występuje w formie skupień zbitych, ziarnistych oraz naskorupień. Jest kruchy, przezroczysty. Niektóre okazy odbijają światło silniej niż diamenty.

### Występowanie
Występuje zazwyczaj w skałach metamorficznych i w ultrazasadowych skałach magmowych. Stanowi składnik wielu osadów aluwialnych (piasków i żwirów). Towarzyszą mu najczęściej kwarc, amfibole, azbest, chryzotyl, diopsyd, kalcyt, muskowit i andradyt. 
Miejsca występowania:
- Został po raz pierwszy znaleziony przez poszukiwaczy złota w pobliżu Niżnego Tagilska na Uralu, w rozsypiskowych złożach złota. Podobnie piękny demantoid występuje w Van Malenco (Piemont) we Włoszech i w Antetezambato w północnym Madagaskarze[2]. Także: Kongo, Tanzania, Kenia, USA, Niemcy, Słowacja.

- W Polsce został znaleziony w okolicach Kowar.

### Zastosowanie
- kamienie szlachetne – poszukiwany kamień jubilerski, stosowany jako imitacja diamentu (odmiany czyste, dobrze oszlifowane),
- bardzo ceniony przez kolekcjonerów.